# Gare du Havre-Graville
Gare du Havre-Graville vasútállomás Franciaországban, Le Havre településen.

## Vasútvonalak
Az állomást az alábbi vasútvonalak érintik:
- Párizs–Le Havre-vasútvonal
- Havre-Graville–Tourville-les-Ifs-vasútvonal

## Kapcsolódó állomások
A vasútállomáshoz az alábbi állomások vannak a legközelebb:
- Gare du Havre
- Gare d’Harfleur-Halte